# 原馬室橋

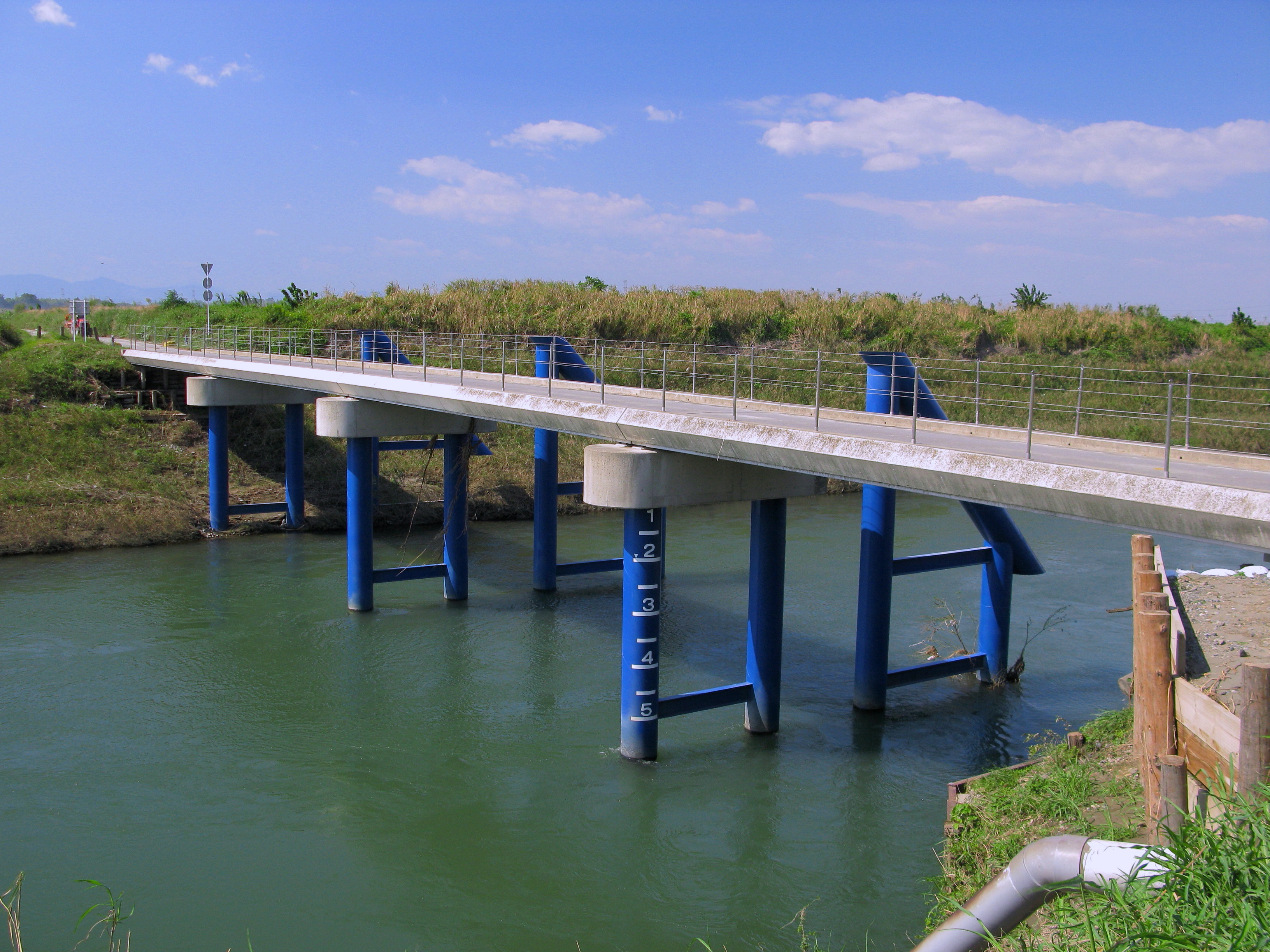
原馬室橋（2011年）

原馬室橋（はらまむろばし）は埼玉県鴻巣市原馬室の荒川に架かる鴻巣市道D-130号線の冠水橋（潜水橋）である。原馬室冠水橋とも称される。

## 概要

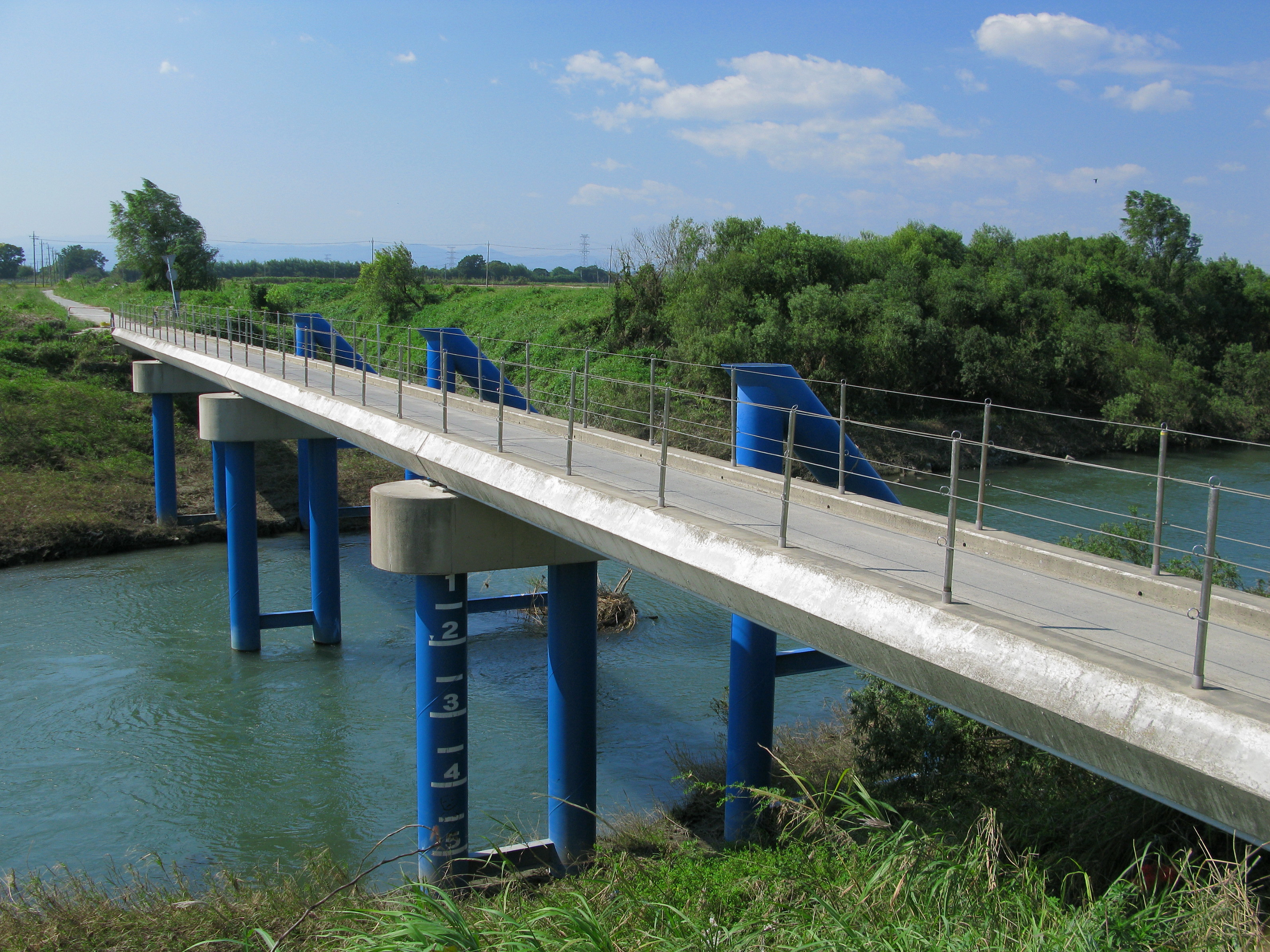
滝馬室橋（2011年）

荒川の河川改修により原馬室の右岸側に飛地化した地区にある堤外農地へのアクセス手段であるほか、鴻巣市と吉見、川島両町の生活道路にもなっている橋である。荒川の河口から60.4 kmの地点に架かる橋長56.2 メートル、幅員3.3 メートルの4径間のPC床版のコンクリート橋の冠水橋（かんすいきょう）である。
上部工（橋桁）および桁受けはコンクリート製で、下部工（橋脚）は鋼管パイプが用いられている。橋脚は下流側の冠水橋とは異なり、鋼管2本が立ち上がるのみの簡素な構造である。橋のすぐ上流側に独立して太い鋼製パイプで組んだ巨大な流木避けが設けられている。上部工の地覆（欄干の基礎部分）は冠水時に流水抵抗の低減を狙って鋭角に仕上げられる。
各種通行制限があり、幅員制限は標識にて幅2.1メートルで橋の両入口に進入制限用の丸いブロックがあり、重量制限は標識にて2.0メートルとなっている。道幅が狭いことから片側交互通行である。管理者は鴻巣市である。
なお、約1.2 km上流側に本橋と同様の構造で鴻巣市管理の滝馬室橋（滝馬室冠水橋）が架かるが、橋長は59.4メートルとやや長く、幅員は1.7メートルと人道橋並みに狭い。人道橋ではないので車幅制限1.6メートルを満たしていれば自動車等の通行も可能である。
冠水橋なので、台風などの大雨の際は欄干が撤去され、通行止めとなる事がある。

## 歴史
現在の直線的な荒川の流れは川口・戸田方面より1920年（大正9年）より順次着手され、昭和初期にかけて行なわれた荒川の河川改修によって糠田橋付近から高尾橋付近にかけて人工的に開削され、付け替えられた新河道であり、元々は原馬室橋が架かっている位置には荒川は流れていなかった。かつての流路は旧馬室村の西にある旧荒川であり、鴻巣市の市境とほぼ一致する。かつての「御成河岸の渡し（御成の渡し）」と「高尾の渡し」の間の旧荒川には渡し場は設けられていなかった。その荒川の新河道には、冠水橋の原馬室橋が架けられる前は、増水の際に取り外しが出来る仮橋が架けられていた。さらに昔、橋が架けられる前は隣のかつての御成橋と同様に舟橋であった。

### 1957年の橋

原馬室橋（1957年）

仮橋の枕梁が破損して危険な状態となったため、議会で議決したことにより、橋を架け替えることとなった。
起工式は昨年12月10日に行ない、即時着工された。施工は島田建設株式会社が担当した。橋は2月末の完成予定よりやや遅れた1957年（昭和32年）4月に竣工した。総工費は256万円（内、地元寄付金70万円）であった。橋長56メートル、幅員3.6メートルの完全な木橋の冠水橋であるが、自動車の通行も可能であった。欄干は設置されていない。架設した際には橋の竣工を記念して橋への道路の脇に記念碑（冠水橋架設記念碑）が橋完成後の1958年（昭和33年）に設立された。荒川で記念碑が設立されている冠水橋はこの原馬室橋のみである。
この橋は1965年（昭和40年）の台風17号による洪水で流失した。

### 1966年の橋
1966年（昭和41年）に下流側の樋詰橋や先代の高尾橋に似た形式の木桁で、下部工は耐用年数が長いとされる鋼管パイプを「用」の字状に組んだ橋脚を持つ構造の橋に架け替えられた。流木避けは設置されていない。橋長56,4メートル幅員2.8メートル。橋脚は青系統の塗色で7基あり、8径間の橋である。車幅制限は2.1メートルで、重量制限は2トンであった。橋面は一部がアスファルト舗装されていた。地覆は木製で、その外側端に鉄柱を立ててロープを張った簡易な欄干が設置されていた。
この橋は2001年（平成13年）9月の台風15号による洪水で流失した。

### 2002年の橋

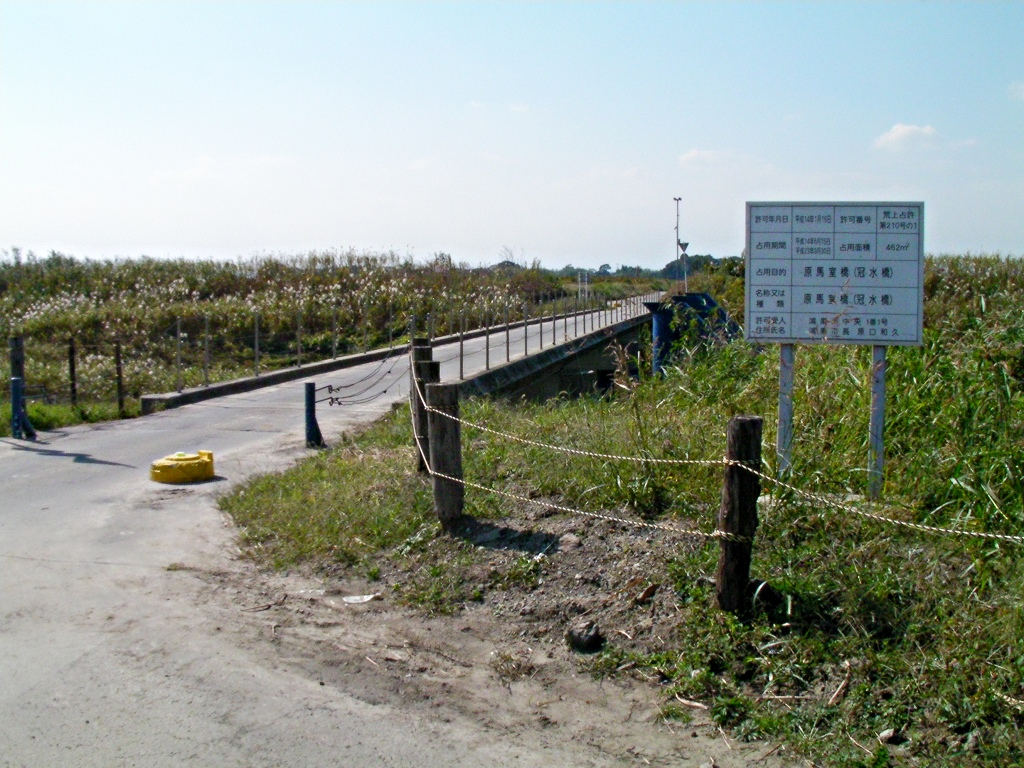
原馬室橋（2009年）

橋の不通は堤外地（河川敷）の営農に影響することから復旧工事は急がれ、同様に被災した滝馬室橋と同時進行で行われた。橋の設計は東京建設コンサルタントが行なった。先代の橋にはなかった鋼管パイプ製の流木除けが上流側に新たに設置された。橋脚は鋼管パイプ製であることは先代の橋と同様だが、7基から3基に減少され、その分径間長が延長された。塗色は先代の橋と同様の青系統が継承された。橋桁は木製からコンクリート（PC）製に変わった。橋は2002年（平成14年）6月13日に開通式が挙行された。式典は鴻巣市の佐藤輝彦市長や同市の副議長らが出席する中、両橋にて同日午前に挙行され、テープカットが執り行われたのち、市長や副議長らや農業用トラクターによる渡り初めが行なわれた。総工費は両橋合わせて1億2000万円であった。橋長は56.2 メートルと僅かに短くなり、幅員は3.3メートルと初代の橋よりやや狭いが、先代の橋より広くなった。橋は開通式の2日後の6月15日に開通（一般供用）された。

## 周辺
橋の周辺の堤外地は川幅日本一としても知られる場所で、水田や麦畑などが広がる広大な農地である。左岸側は高低差のある大宮台地の縁に位置し、石田川の谷戸がある。その谷戸の場所に原馬室橋への道路が位置している。その沿道には冠水橋架設記念碑と水神宮が並んで建立されている。また、橋の付近に近代造立の水神宮が非常に多く建立されている。周囲に堤防（左岸堤防）はない。春季に鴻巣市主催の「ポピー・ハッピースクエア」が開催され、橋の東詰周辺に日本一の広さのポピーの花畑や、麦なでしこの花畑が出現する。
- 鴻巣市立馬室小学校
- 鴻巣市立中学校給食センター
- 常勝寺
- 妙楽寺
- 観音堂
- 馬室埴輪窯跡 - 埼玉県指定史跡
- 東吉見第一横堤 - 荒川横堤のひとつ。1934年（昭和9年）11月1日着工、1935年（昭和10年）2月15日竣工[11]。

## その他
- 御成橋は埼玉県のぐるっと埼玉サイクルネットワーク構想に基づき策定された「自転車みどころスポットを巡るルート」の「川幅日本一体感ルート」の経路に指定されている[25]。
- 原馬室橋の下流側である高尾橋との中間、北本市との境界付近にかつて北袋橋[17]と称される冠水橋が架かっていた[26]。

## 隣の橋
- 荒川

（上流） - 滝馬室橋 - 御成橋 - 原馬室橋 - 高尾橋 - 荒井橋 - （下流）